# Synagoge Lüxheim
Koordinaten: 50° 46′ 20″ N, 6° 37′ 40″ O

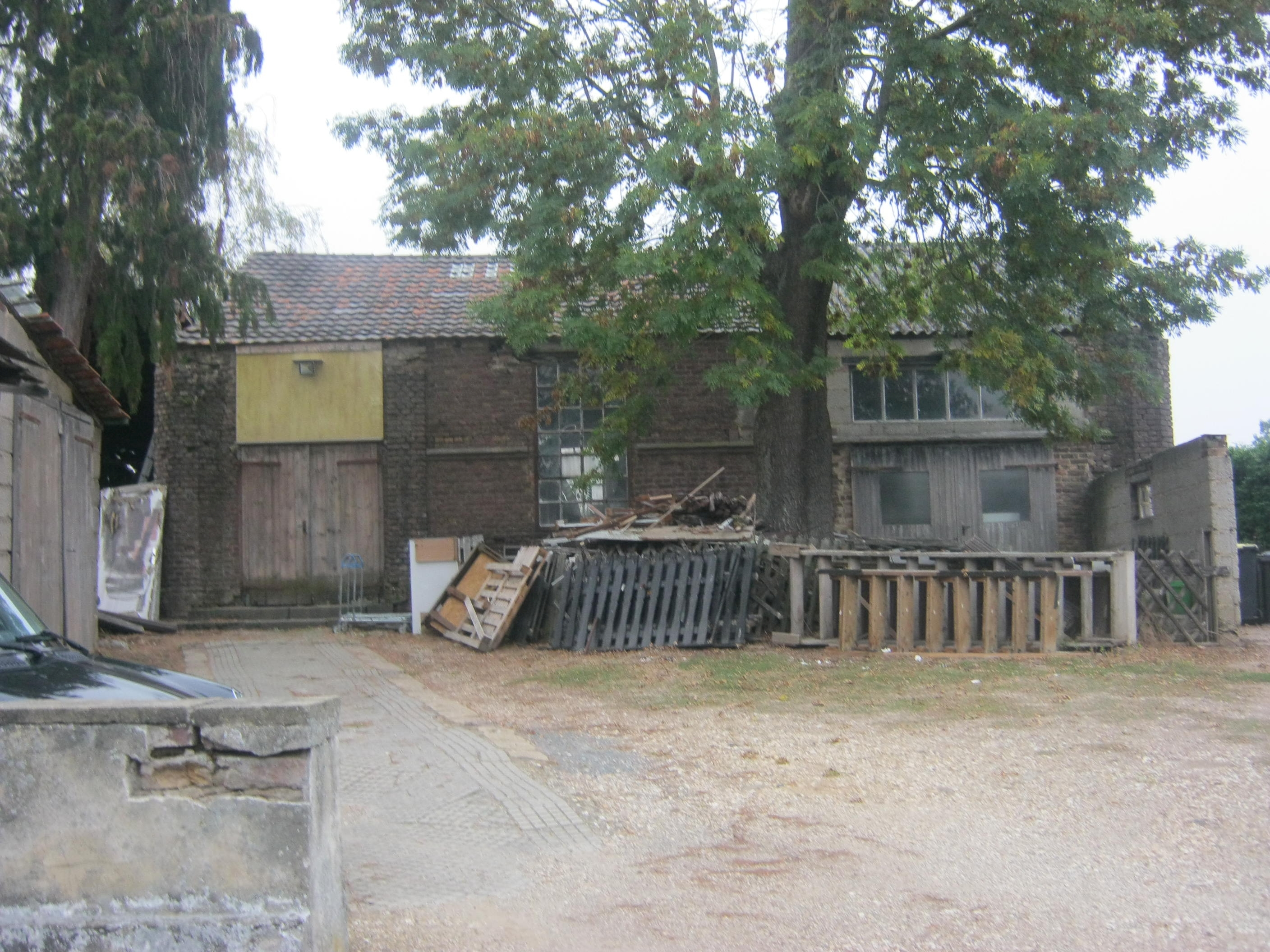
Ehemalige Synagoge in Lüxheim

Die Synagoge Lüxheim stand im Vettweißer Ortsteil Lüxheim im Kreis Düren.

## Die Synagoge
Um 1870 lebten im Ort mehr als 15 % Juden bei 300 Einwohnern. Der kleinen Synagogengemeinde waren auch die Juden aus umliegenden Dörfern, so aus Hochkirchen, Müddersheim und Nörvenich angeschlossen. 
Bereits 1843 ist eine Synagoge in Lüxheim dokumentiert. 1893 wurde ein Synagogenneubau eingeweiht. Das Gebäude stand in der Nikolausstraße. Heute sind noch zwei Drittel erhalten und werden als Schreinerei genutzt. Das Gebäude ist wegen einer Mauer von der Straße her nicht einsehbar. Es liegt in einem Innenhof. Der Innenraum den Bauwerkes misst 126 m². Somit zählte die Synagoge zu den größeren Landsynagogen. Im Mauerwerk sind heute noch Gurtgesimse, die pilasterartigen Verstärkungen der Ecken und der an der Ostseite vorhandene, aus Ziegelsteinen gemauerte Anbau für den Toraschrein sichtbar. 
Die Einweihung der Synagoge wurde am 16. Juni 1893 in der Allgemeinen Zeitung des Judentums wie folgt beschrieben:

„Im Dorf Lüxheim, Kreis Düren, fanden am Freitag, Samstag und Sonntag Festlichkeiten zur Einweihung der neuen Synagoge statt. Am Freitag Nachmittag nahm der Festzug an der alten Synagoge Aufstellung. Von Mitgliedern der israelitischen Gemeinde wurden die Thorarollen nach dem neuen Gotteshaus gebracht. Hinter den Trägern der Rollen schritt der Rabbiner Dr. Frank aus Köln neben dem Kantor der Gemeinde, es folgten die Ehrengäste, der Bürgermeister Keller, der Baumeister, und ihnen schlossen sich in fast unübesehbarer Reihe die Festteilnehmer an. Angekommen an der neuen Synagoge, ging die übliche Schlüsselüberreichung vor sich. Herr Dr. Frank öffnete das Gotteshaus und hielt eine Ansprache an die Versammelten, die ersichtlich tiefsten Eindruck auf die Zuhörer machte. Nach einstündiger Pause begann der erste feierliche Gottesdienst, der durch die Mitwirkung eines Chores noch besonders verschönt wurde. Am zweiten Tage wurde die Feier durch Gottesdienst wieder eröffnet, an dem die Ehrengäste vollzählig theilnahmen. Nach Schluß desselben beglückwünschte Herr Dechant aus Gladbach die israelitische Gemeinde zu dem neuen Gotteshaus.“

In der Reichskristallnacht am 10. November 1938 wurde die Synagoge in Brand gesteckt, wobei der Dachstuhl in Flammen aufging. Das Inventar wurde zerstört und geplündert.